# Spermatide

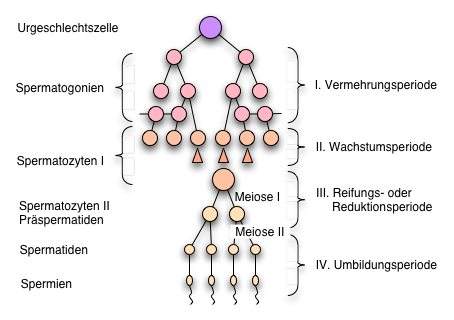
Schematische Darstellung der Spermatogenese

Das Keimepithel der Hoden: 1 Basalmembran, 2 Spermatogonie, 3 Spermatozyt 1. Ordnung, 4 Spermatozyt 2. Ordnung, 5 Spermatide, 6 reife Spermatide, 7 Sertoli-Zelle, 8 tight junction (Blut-Hoden-Schranke)

Die Spermatiden, im Singular als Spermatide oder Spermatid bezeichnet, sind die kleinsten Zellen im Keimepithel (Epithelium spermatogenicum) der meisten sich geschlechtlich fortpflanzenden Gewebetiere (Eumetazoa). Im Rahmen der Spermatogenese entstehen sie aus Spermatozyten zweiter Ordnung. Im weiteren Verlauf der Spermatogenese, der sogenannten Spermiohistogenese, reifen die Spermatiden zu Spermien heran.

## Vorkommen
Die Spermatiden befinden sich in der Nähe des Lumens eines Hodenkanälchen (Tubuli seminiferi).

## Reifungsprozess
Spermatide entstehen durch die zweite Reifeteilung (Meiose) von sekundären Spermatozyten (Präspermatiden). Sie haben einen haploiden Chromosomensatz. Die Spermatiden liegen zu Beginn ihrer Reifung am Lumen der Tubuluswand und haben eine abgerundete Form mit einem runden Zellkern. Im weiteren Verlauf ihrer Reifung wandern sie zunächst in Richtung der Basalmembran und danach wieder zum Tubuluslumen.
Die Spermatiden teilen sich nicht weiter, sondern differenzieren sich zu reifen elongierten Spermatiden.
Bei der Reifung laufen drei Prozesse gleichzeitig ab: Die Kernkondensation, die Akrosombildung und die Ausbildung der Geißel. Bei der Kernkondensation verdichtet sich das Karyoplasma (der Inhalt des Zellkerns) auf etwa ein Zehntel des Ausgangsvolumens. Der ursprünglich runde Zellkern nimmt dabei eine paddelähnliche Form an. Das Akrosom ist die Kopfkappe des späteren Spermiums. Es wird aus dem Golgi-Apparat der Spermatide geformt. Das Akrosom enthält das für die Befruchtung wichtige Enzym Akrosin (eine Serinprotease). Akrosin bewirkt die Proteolyse der aus Glykoproteinen aufgebauten Glashaut (Zona pellucida) der Eizelle. Die Geißel wird aus zwei Zentriolen aufgebaut.
Sind Kern, Akrosom und die Geißelstruktur ausgebildet, so werden die Spermatiden vom Keimepithel freigesetzt. In diesem Stadium werden sie als Spermien oder Spermatozoen bezeichnet. Im Keimepithel bleiben Reste des Zytoplasmas der Spermatiden zurück. Die Sertoli-Zellen bauen diese als Residualkörper bezeichneten Reste ab.
Die Spermatiden sind kleiner als ihre Vorläuferzellen, die Spermatozyten.